# Landschap met een kasteel
Landschap met een kasteel is een schilderij van Rembrandt in het Musée du Louvre in Parijs.

## Voorstelling
Het stelt een bosrijk landschap voor, dat gedomineerd wordt door een groot kasteel op een heuvel. Dit kasteel kwam voort uit de verbeelding en heeft nooit bestaan.

## Toeschrijving en datering
Het werk wordt unaniem aan Rembrandt toegeschreven. In de literatuur wordt het afwisselend gedateerd omstreeks 1652 (Rein van Eysinga), 1654 (Frederik Schmidt-Degener), begin jaren 1640 (Abraham Bredius en Horst Gerson), 1648 (Kurt Bauch), 1640-1642 (Jacques Foucart), omstreeks 1640 (Christian Tümpel) en 1643-1646 (Leonard J. Slatkes).

## Herkomst
Het werk wordt mogelijk vermeld in de boedelinventaris uit 1692 van Geertruyt Brasser uit Delft, weduwe van Johan van der Chys, als ‘een casteel door Rembrandt’. Later was het in het bezit van Jan Pieter van Suchtelen, een Russisch generaal van Nederlandse afkomst. In 1859 verkochten zijn erfgenamen het aan Pavel Stroganov uit Sint-Petersburg. Toen Stroganov in 1911 overleed liet hij zijn kunstverzameling na aan de kinderen van de dochter van zijn broer, Vladimir en Aleksandra Shcherbatov, die in 1920 door de bolsjewieken werden vermoord. In 1917 werd het werk genationaliseerd en – in ieder geval voor 1925 – overgebracht naar museum de Hermitage in Sint-Petersburg. Omstreeks 1932 werd het in het geheim door de Sovjet-Unie verkocht, vermoedelijk aan kunsthandel Wildenstein & Co. Deze verkocht het in 1933 waarschijnlijk aan de Parijse verzamelaar Étienne Nicolas, in wiens verzameling het in 1935 voor het eerst wordt gesignaleerd. In 1942 verkocht Nicolas het werk samen met het Portret van Titus van Rijn via de Berlijnse kunsthandelaar Karl Haberstock voor 60 miljoen frank aan Adolf Hitler voor het op te richten Führermuseum in Linz. Nu nog bevindt zich op de achterzijde van het schilderij het inventarisnummer van dit museum. Na de oorlog werd het via het Central Collecting Point teruggegeven aan Nicolas, die het in 1948 schonk aan het Louvre.